# Ikken hissatsu
Ikken Hissatsu (一拳必殺 Ikken Hissatsu?, lit. Aniquilación de un solo puñetazo) es un término usado en el karate tradicional, que designa la acción de incapacitar al oponente con un solo golpe. Esto, sin embargo, no significa que todo enfrentamiento se pueda, o deba ser resuelto con sólo un golpe, sino que además se refiere al espíritu con que el karateka debe imbuir a cada ataque. Igualmente, es importante recordar que, durante el combate real los niveles de adrenalina en el torrente sanguíneo son más altos de lo normal, lo que puede generar una falsa percepción de realidad que retrasa o anula el efecto del dolor y las lesiones. Lo cual puede dar lugar a la necesidad de propinar un mínimo de impactos al adversario.
Tradicionalmente, de acuerdo con varias aplicaciones de los katas, el antiguo "Te", "Tuidi"; fue estructurado de forma que sus practicantes, pudieran enfrentarse con más de un oponente de forma rápida, casi simultánea; incapacitándolo por medio de golpes, causando lesiones óseas, traumatismos articulares, o incluso afectaciones en otros tejidos; a manera de golpes de espada. Sin embargo, con el advenimiento del karate deportivo, la penetración en los golpes ha sido abandonada en reemplazo de la marcación en las técnicas, para conseguir puntos. Para el desarrollo del "Ikken hissatsu", se requiere un entrenamiento largo, constante, arduo y muy consciente para llegar a alcanzar este nivel de potencia en cada golpe; esta búsqueda es particular al kárate, y le diferencia de otras artes marciales, o deportes de contacto.
Dentro de los maestros modernos de Karate, quienes dieron a conocer esta particularidad del karate, por medio de sus exhibiciones y técnicas de rompimiento, están: El maestro Yasutsune Itosu quien promocionó la transición desde el llamado estilo antiguo del Shuri-Te al karate-Do actual.